# 飛馬座矮不規則星系
飛馬座矮不規則星系 （也稱為Peg DIG或飛馬座矮星系）是位於飛馬座的一個矮不規則星系。它在1950年代就被A.G.威爾遜發現，是本星系群M31的衛星星系。

## 一般資訊
飛馬座矮不規則星系的主要成員是貧金屬的星族。
在1975年， Tully和Fisher測量出他是本星系群的一部分，金屬量和相關距離的估計在科學雜誌上備受討論，並有不同的數值。最近，利用紅巨星分支技術，在2000年已將距離的誤差縮減為10%以內，在2005年更增進至3%。

## 註解
1. ^ NED gives the galaxy classification as both dIrr and dSph, which means that it is a transitory between dwarf irregular and dwarf spheroidal.  It is noted as transitory in Cole et al 1999.[5]